# 森川さんのはっぴーぼーらっきー
森川さんのはっぴーぼーらっきー（もりかわさんのはっぴーぼーらっきー）は、tvkで不定期に1クール（全12話）ごと放送されている声優バラエティ番組。略称は「はぴぼ」。2014年から放送が始まり、2018年4月から第五幕（第5期）が放送、2020年に放送された第六幕、第七幕は55分枠の特番で放送された。

## 概要
声優の森川智之による「台本ナシ！仕込みナシ！ゴールなし！」がコンセプトの観察バラエティ番組。エンディング曲は、安野勇太（HAWAIIAN6）のオリジナル書き下ろしである。

## 放映リスト
放送日はtvkのもの。

### 第一幕
| 2014年 | 2014年   | 2014年                                     | 2014年                                                     | 2014年             |
| 話     | 放送日   | サブタイトル                               | 主なロケ地                                                 | ゲスト             |
| ------ | -------- | ------------------------------------------ | ---------------------------------------------------------- | ------------------ |
| 1      | 10月9日  | 今日から始まるよ。                         | 東和モータース                                             | 宮田幸季、鈴村健一 |
| 2      | 10月16日 | 俺の部屋が動く                             | 丸正飯塚 仙川店                                            | 宮田幸季、鈴村健一 |
| 3      | 10月23日 | バーベキューといえば                       | 丸正飯塚 仙川店                                            | 宮田幸季、鈴村健一 |
| 4      | 10月30日 | 今日の日はさようなら                       |                                                            | 宮田幸季、鈴村健一 |
| 5      | 11月6日  | 宮田からのごほうび                         | 相模原 青根キャンプ場                                      | 宮田幸季、鈴村健一 |
| 6      | 11月13日 | ボラは最後まで責任を持って面倒を見ましょう | 相模原 青根キャンプ場                                      | 宮田幸季、鈴村健一 |
| 7      | 11月20日 | 情熱！ベイスターズぜよ！                   | 横浜スタジアム                                             |                    |
| 8      | 11月27日 | スタジアムでは身も心も丸裸                 | 横浜スタジアム                                             | 宮田幸季           |
| 9      | 12月4日  | アニマル降臨                               |                                                            | 緑川光、杉田智和   |
| 10     | 12月11日 | フクロウに触りたいです                     | 鳥のいるカフェ                                             | 緑川光、杉田智和   |
| 11     | 12月18日 | 犬を飼う男                                 | DOG HEART from アクアマリン TARLUM tomigaya タールム富ヶ谷 | 緑川光、杉田智和   |
| 12     | 12月25日 | 決着をつけたいウサギがいる                 | うさぎCafe おひさま                                        | 緑川光、杉田智和   |

### 第二幕
| 2015年 | 2015年  | 2015年                       | 2015年                              | 2015年               |
| 話     | 放送日  | サブタイトル                 | 主なロケ地                          | ゲスト               |
| ------ | ------- | ---------------------------- | ----------------------------------- | -------------------- |
| 13     | 4月9日  | 先に行っておく 今日は車だけ  |                                     | 遊佐浩二、江口拓也   |
| 14     | 4月16日 | ブリキでダンディズム         | ブリキのおもちゃ博物館              | 遊佐浩二、江口拓也   |
| 15     | 4月23日 | 逆襲のボラ                   | 横浜中華街、満珠園                  | 遊佐浩二、江口拓也   |
| 16     | 4月30日 | 説明書はちゃんと読みましょう | 満珠園                              | 遊佐浩二、江口拓也   |
| 17     | 5月7日  | 卵を焼きたい！               |                                     | 遊佐浩二、江口拓也   |
| 18     | 5月14日 | 続・卵を焼きたい！           |                                     | 遊佐浩二、江口拓也   |
| 19     | 5月21日 | 時にはお下品に               | 食品サンプルのたなか                | 置鮎龍太郎、鳥海浩輔 |
| 20     | 5月28日 | 渾身の一品を作ろう           | 食品サンプルのたなか                | 置鮎龍太郎、鳥海浩輔 |
| 21     | 6月4日  | 車でジェンガは止めましょう！ |                                     | 三木眞一郎、KENN     |
| 22     | 6月11日 | 技術より愛情！               | タミヤ プラモデルファクトリー新橋店 | 三木眞一郎、KENN     |
| 23     | 6月18日 | ワッシャーはどこへ？         | タミヤ プラモデルファクトリー新橋店 | 三木眞一郎、KENN     |
| 24     | 6月25日 | カートの王者は俺だ！         | シティカート                        | 三木眞一郎、KENN     |

### 第三幕
| 2016年 | 2016年  | 2016年                           | 2016年             | 2016年             |
| 話     | 放送日  | サブタイトル                     | 主なロケ地         | ゲスト             |
| ------ | ------- | -------------------------------- | ------------------ | ------------------ |
| 25     | 4月10日 | キンカツ始めます                 | 小松沢レジャー農園 | 豊永利行、代永翼   |
| 26     | 4月17日 | キンカツは始めるまでが一番楽しい | 小松沢レジャー農園 | 豊永利行、代永翼   |
| 27     | 4月24日 | カワイイ顔には必ず何かが隠れてる | 小松沢レジャー農園 | 豊永利行、代永翼   |
| 28     | 5月1日  | 紅葉には気をつけろ               | 小松沢レジャー農園 | 豊永利行、代永翼   |
| 29     | 5月8日  | ミルクは人肌の温度で             | 小松沢レジャー農園 | 豊永利行、代永翼   |
| 30     | 5月15日 | 時には帰りの車中も見せようか     | 小松沢レジャー農園 | 豊永利行、代永翼   |
| 31     | 5月22日 | デンジャラスな アイデア よろしく | カインズ鶴ヶ島店   | 小野友樹、逢坂良太 |
| 32     | 5月29日 | シチシチシジュウク               | カインズ鶴ヶ島店   | 小野友樹、逢坂良太 |
| 33     | 6月5日  | 自由、それこそがDIY              | カインズ鶴ヶ島店   | 小野友樹、逢坂良太 |
| 34     | 6月12日 | インパクト重視                   | カインズ鶴ヶ島店   | 小野友樹、逢坂良太 |
| 35     | 6月19日 | サルと人は紙一重                 | カインズ鶴ヶ島店   | 小野友樹、逢坂良太 |
| 36     | 6月26日 | さらば第三幕                     | カインズ鶴ヶ島店   | 小野友樹、逢坂良太 |

### 第四幕
| 2016年 | 2016年   | 2016年                           | 2016年                      | 2016年             |
| 話     | 放送日   | サブタイトル                     | 主なロケ地                  | ゲスト             |
| ------ | -------- | -------------------------------- | --------------------------- | ------------------ |
| 37     | 10月2日  | 夢の国へのプロローグ             | 大慶園                      | 寺島拓篤、石川界人 |
| 38     | 10月9日  | クレーンゲームはナメたら命取り   | 大慶園                      | 寺島拓篤、石川界人 |
| 39     | 10月16日 | 俺には制御不可能だ!!!            | 大慶園                      | 寺島拓篤、石川界人 |
| 40     | 10月23日 | 見所が…ないです                  | 大慶園                      | 寺島拓篤、石川界人 |
| 41     | 10月30日 | ロケと鎮痛スプレーと私           | 大慶園                      | 寺島拓篤、石川界人 |
| 42     | 11月6日  | ゴーカートの王者は俺だ！         | 大慶園                      | 寺島拓篤、石川界人 |
| 43     | 11月13日 | 僕、最年少                       | 川崎国際生田緑地ゴルフ場    | 井上和彦、堀内賢雄 |
| 44     | 11月20日 | 最終回ではないよ…たぶん          | 川崎国際生田緑地ゴルフ場    | 井上和彦、堀内賢雄 |
| 45     | 11月27日 | フラグはきちんと回収するもの     | 川崎国際生田緑地ゴルフ場    | 井上和彦、堀内賢雄 |
| 46     | 12月4日  | 先輩に続くのが後輩の務め         | 川崎国際生田緑地ゴルフ場    | 井上和彦、堀内賢雄 |
| 47     | 12月11日 | 若手じゃないんでまったりのんびり | 横浜みなとみらい 万葉倶楽部 | 井上和彦、堀内賢雄 |
| 48     | 12月18日 | 男だらけのいい旅夢気分           | 横浜みなとみらい 万葉倶楽部 | 井上和彦、堀内賢雄 |

### 第五幕
| 2018年 | 2018年  | 2018年                                               | 2018年             | 2018年                 |
| 話     | 放送日  | サブタイトル                                         | 主なロケ地         | ゲスト                 |
| ------ | ------- | ---------------------------------------------------- | ------------------ | ---------------------- |
| 49     | 4月8日  | いつかこの記憶が果てるその日まで                     | 東京ドイツ村       | 森久保祥太郎、佐藤拓也 |
| 50     | 4月15日 | ホールインワン大作戦                                 | 東京ドイツ村       | 森久保祥太郎、佐藤拓也 |
| 51     | 4月22日 | 何でもできる！何でもなれる！輝くクラブを抱きしめて！ | 東京ドイツ村       | 森久保祥太郎、佐藤拓也 |
| 52     | 4月29日 | 上擦る声優たち                                       | 東京ドイツ村       | 森久保祥太郎、佐藤拓也 |
| 53     | 5月6日  | おつやハンターワールド                               | 東京ドイツ村       | 森久保祥太郎、佐藤拓也 |
| 54     | 5月13日 | 男３人集まりゃ濃厚キス                               | 東京ドイツ村       | 森久保祥太郎、佐藤拓也 |
| 55     | 5月20日 | 何とは言いませんが…申し訳ございません                | 春花園BONSAI美術館 | 阿部敦、羽多野渉       |
| 56     | 5月27日 | テレビは観るもの？いやいや、聴くものです             | 春花園BONSAI美術館 | 阿部敦、羽多野渉       |
| 57     | 6月3日  | 森川さんの楽しい盆栽講座                             | 春花園BONSAI美術館 | 阿部敦、羽多野渉       |
| 58     | 6月10日 | 続・森川さんの楽しい盆栽講座                         | 春花園BONSAI美術館 | 阿部敦、羽多野渉       |
| 59     | 6月17日 | BOで繋がる世界                                       | 江戸川ヤングボウル | 阿部敦、羽多野渉       |
| 60     | 6月24日 | いつか会うその日まで                                 | 江戸川ヤングボウル | 阿部敦、羽多野渉       |

### 第六幕
| 2020年 | 2020年 | 2020年       | 2020年                   | 2020年           |
| 話     | 放送日 | サブタイトル | 主なロケ地               | ゲスト           |
| ------ | ------ | ------------ | ------------------------ | ---------------- |
| 61     | 1月3日 | ※55分枠特番  | ピー・デー熱帯魚センター | 村瀬歩、武内駿輔 |

### 第七幕
| 2020年 | 2020年 | 2020年       | 2020年     | 2020年           |
| 話     | 放送日 | サブタイトル | 主なロケ地 | ゲスト           |
| ------ | ------ | ------------ | ---------- | ---------------- |
| 62     | 1月3日 | ※55分枠特番  | THE HOUSE  | 下野紘、岡本信彦 |

## スタッフ
| 作家           | 第一幕：飯尾亮昌、川野将一、島本裕太、第二幕：吉川泰生 |
| スチール       | 第一幕・第二幕：駒瀬真也、第三幕・第五幕：浅沼敦 第四幕：浅沼敦、才澤誠二 第五幕 - 第七幕：浅沼敦 |
| メイク         | 第一幕 - 第四幕：真知子、第五幕：高山美弥 |
| 音響効果       | 第一幕 - 第七幕：高島慎太郎 |
| 技術協力       | 第一幕 - 第四幕：GMOTION'、hand on inc.、OMNIBUS JAPAN 第五幕：オンロケーション、hand on inc.、OMNIBUS JAPAN                                                                                         |
| 協力           | 第一幕：アクセルワン、ドリームアップ、TOWA MOTORS 第二幕：アクセルワン、ドリームアップ、第三幕 - 第七幕：アクセルワン                                                                                |
| AD             | 第一幕：三澤歩惟 |
| ディレクター   | 第一幕・第二幕：浅井裕太郎、第三幕：浅井裕太郎、五十嵐勇一、大森亮平 第四幕：浅井裕太郎、五十嵐勇一、第五幕：浅井裕太郎、五十嵐勇一、植村快 第六幕：浅井裕太郎、山本裕也、第七幕：浅井裕太郎、植村快 |
| プロデューサー | 第一幕・第二幕：池松直子、清水陽、第三幕 - 第七幕：池松直子 |
| 製作著作       | 第一幕・第二幕：ホリプロ、ポニーキャニオン 第三幕：ホリプロ、ポニーキャニオン、tvk、サンテレビ 第四幕 - 第七幕：森川さんのはっぴーぼーらっきー製作委員会                                             |

## ネット局・配信
| 放送対象地域 | 放送局           | 放送期間                                         | 放送時間                                      | 放送系列       | 備考                                                      |
| 第一幕       | 第一幕           | 第一幕                                           | 第一幕                                        | 第一幕         | 第一幕                                                    |
| ------------ | ---------------- | ------------------------------------------------ | --------------------------------------------- | -------------- | --------------------------------------------------------- |
| 神奈川県     | tvk              | 2014年10月9日 - 12月25日                         | 木曜 23:00 - 23:30                            | 独立局         |                                                           |
| 日本全域     | AT-X             | 2015年4月2日 - 9月3日                            | 木曜 20:00 - 20:30                            | CS放送         | オリジナルシーンを放送 隔週更新のため約半年にわたって放送 |
| 北海道       | テレビ北海道     | 2015年4月7日 - 6月23日                           | 水曜 1:35 - 2:05（火曜深夜）                  | テレビ東京系列 |                                                           |
| 兵庫県       | サンテレビ       | 2016年7月4日 - 9月19日                           | 火曜 0:30 - 1:30（月曜深夜）                  | 独立局         |                                                           |
| 全国放送     | TwellV           | 2016年1月2日 - 3月19日                           | 土曜 2:00 - 2:30（金曜深夜）                  | BS放送         |                                                           |
| 全国放送     | GYAOストア       | 2015年4月30日 -                                  |                                               | ネット配信     | 全12話配信スタート                                        |
| 全国放送     | 楽天ショウタイム | 2015年4月23日 -                                  |                                               | ネット配信     | 全12話配信スタート                                        |
| 全国放送     | ビデオマーケット | 2015年5月15日 -                                  |                                               | ネット配信     | 全12話配信スタート                                        |
| 全国放送     | アクトビラ       | 2015年4月30日 -                                  |                                               | ネット配信     | 全12話配信スタート                                        |
| 第二幕       |                  |                                                  |                                               |                |                                                           |
| 神奈川県     | tvk              | 2015年4月9日 - 6月25日 2016年1月17日 -（再放送） | 木曜 23:00 - 23:30 月曜 1:00-1:30（火曜深夜） | 独立局         |                                                           |
| 兵庫県       | サンテレビ       | 2017年1月9日 - 3月27日                           | 火曜 0:30 - 1:30（月曜深夜）                  | 独立局         |                                                           |
| 全国放送     | TwellV           | 2016年4月2日 - 6月18日                           | 土曜 2:00 - 2:30（金曜深夜）                  | BS放送         |                                                           |
| 全国放送     | GYAOストア       | 2015年4月23日 -                                  |                                               | ネット配信     | 毎週1話アップ                                             |
| 全国放送     | 楽天ショウタイム | 2015年4月23日 -                                  |                                               | ネット配信     | 毎週1話アップ                                             |
| 全国放送     | ビデオマーケット | 2015年4月23日 -                                  |                                               | ネット配信     | 毎週1話アップ                                             |
| 第三幕       |                  |                                                  |                                               |                |                                                           |
| 兵庫県       | サンテレビ       | 2016年4月4日 - 6月20日                           | 火曜 0:30 - 1:00（月曜深夜）                  | 独立局         |                                                           |
| 神奈川県     | tvk              | 2016年4月10日- 6月26日                           | 日曜 1:00 - 1:30（月曜深夜）                  | 独立局         |                                                           |
| 日本全域     | AT-X             | 2016年4月13日 - 6月29日                          | 水曜 20:00 - 20:30                            | CS放送         | 隔週更新                                                  |
| 全国放送     | TwellV           | 2016年7月2日 - 9月17日                           | 土曜 2:00 - 2:30（金曜深夜）                  | BS放送         |                                                           |
| 第四幕       |                  |                                                  |                                               |                |                                                           |
| 神奈川県     | tvk              | 2016年10月2日 - 12月18日                         | 日曜 1:00 - 1:30（月曜深夜）                  | 独立局         |                                                           |
| 兵庫県       | サンテレビ       | 2016年10月3日 - 12月19日                         | 火曜 0:30 - 1:00（月曜深夜）                  | 独立局         |                                                           |
| 全国放送     | TwellV           | 2016年10月9日 - 12月25日                         | 日曜 17:00 - 17:30                            | BS放送         |                                                           |
| 日本全域     | AT-X             | 2016年10月12日 -                                 | 水曜 20:00 - 20:30                            | CS放送         | 隔週更新                                                  |
| 第五幕       |                  |                                                  |                                               |                |                                                           |
| 神奈川県     | tvk              | 2018年4月8日 - 6月24日                           | 毎週日曜 1:00 - 1:30（月曜深夜）              | 独立局         |                                                           |
| 兵庫県       | サンテレビ       | 2018年4月10日 - 6月30日                          | 毎週土曜 23:30 - 24:00                        | 独立局         |                                                           |
| 日本全域     | AT-X             | 2018年4月20日 -                                  | 金曜 24:00 - 24:30                            | CS放送         | 隔週更新                                                  |

## DVD
| VOL    | 発売日         | 収録回          | 規格品番   |
| 第一幕 | 第一幕         | 第一幕          | 第一幕     |
| ------ | -------------- | --------------- | ---------- |
| 1      | 2014年12月26日 | 第1話 - 第3話   | PCBG-51597 |
| 2      | 2014年12月26日 | 第4話 - 第6話   | PCBG-51598 |
| 3      | 2015年1月30日  | 第7話 - 第9話   | PCBG-51599 |
| 4      | 2015年1月30日  | 第10話 - 第12話 | PCBG-51600 |
| 第二幕 |                |                 |            |
| 5      | 2015年7月15日  | 第13話 - 第15話 | PCBG-51631 |
| 6      | 2015年7月15日  | 第16話 - 第18話 | PCBG-51632 |
| 7      | 2015年8月19日  | 第19話 - 第21話 | PCBG-51633 |
| 8      | 2015年8月19日  | 第22話 - 第24話 | PCBG-51634 |
| 第三幕 |                |                 |            |
| 9      | 2016年10月26日 | 第25話 - 第27話 | HPTV-0004  |
| 10     | 2016年10月26日 | 第28話 - 第30話 | HPTV-0005  |
| 11     | 2016年11月30日 | 第31話 - 第33話 | HPTV-0006  |
| 12     | 2016年11月30日 | 第34話 - 第36話 | HPTV-0007  |
| 第四幕 |                |                 |            |
| 13     | 2017年3月8日   | 第37話 - 第39話 | HPTV-0013  |
| 14     | 2017年3月8日   | 第40話 - 第42話 | HPTV-0014  |
| 15     | 2017年3月22日  | 第43話 - 第45話 | HPTV-0015  |
| 16     | 2017年3月22日  | 第46話 - 第48話 | HPTV-0016  |
| 第五幕 |                |                 |            |
| 17     | 2018年11月17日 | 第49話 - 第51話 | HPTV-0042  |
| 18     | 2018年11月17日 | 第52話 - 第54話 | HPTV-0043  |
| 19     | 2018年11月17日 | 第55話 - 第57話 | HPTV-0044  |
| 20     | 2018年11月17日 | 第58話 - 第60話 | HPTV-0045  |

## スピンオフ
『森川さんの豊永さんの代永さんのはっぴーぼーらっきー』がtvkで2018年8月5日20:55 - 21:50に放送された。豊永利行と代永翼がMC、ゲストに木村良平を迎え、森川智之の指令でBBQを行う。

## イベント
| 出演日         | タイトル                                                                     | ゲスト                                                         | 会場                                          |
| -------------- | ---------------------------------------------------------------------------- | -------------------------------------------------------------- | --------------------------------------------- |
| 2015年2月21日  | 第一回DVD発売記念イベント                                                    | 緑川光、宮田幸季                                               | ロフトプラスワン                              |
| 2015年9月19日  | 第二回DVD発売記念イベント                                                    | 三木眞一郎、江口拓也                                           | ロフトプラスワン                              |
| 2016年7月17日  | 「森川さんのはっぴーぼーらっきー」イベントやるよっ！                         | 三木眞一郎、置鮎龍太郎、宮田幸季、鈴村健一、豊永利行、逢坂良太 | ニッショーホール                              |
| 2016年9月24日  | 森川さんスペシャルトークショー！                                             | 岡村帆奈美(司会、tvkアナウンサー)                              | tvkハウジングプラザ横浜                       |
| 2017年7月1日   | 「森川さんのはっぴーぼーらっきー」～イベントやるよっ! DVD16巻まで来たし～    | 井上和彦、堀内賢雄、遊佐浩二、豊永利行、代永翼                 | ニッショーホール                              |
| 2018年3月31日  | 「森川さんのはっぴーぼーらっきー」～第五幕先行上映トークイベントやるよっ！～ | 森久保祥太郎、阿部敦                                           | 目黒中小企業センターホール                    |
| 2018年9月22日  | 「スピンオフの上映トークイベントやるよっ！」                                 | 豊永利行、代永翼、木村良平                                     | 神奈川県・横浜市教育会館4階ホール（エコーレ） |
| 2018年11月17日 | 「森川さんのはっぴーぼーらっきー」～合同イベントやるよっ！～                 | 阿部敦、佐藤拓也、豊永利行、羽多野渉、代永翼                   | よみうりランド・日テレらんらんホール          |